# Нарсак-85
«Тімерсокатігііффік Нарсак 1985» або просто «Нарсак-85» (гренл. Timersoqatigiiffik Narsaq 1985) — професіональний ґренландський футбольний клуб з міста Нарсак.

## Історія
Футбольний клуб «Нарсак-85» було засновано в 1985 році в місті Нарсак, на південному-заході Ґренландії. Команда регулярно виступає в національному чемпіонаті, але призових місць жодного разу не займала.